# Шалготарян
Шалготарян (на унгарски: Salgótarján) е град в Североизточна Унгария, административен център на област Ноград. Шалготарян е с население от 43 169 жители (2005 г.) и площ от 102,96 км².
В близост до Шалготарян, на самата граница между Унгария и Словакия, се намира природният резерват, крепост и скално образувание Шомошка.

## Побратимени градове
- Банска Бистрица, Словакия
- Валансиен, Франция
- Вантаа, Финландия
- Донкастър, Англия, Обединено кралство
- Кемерово, Русия